# Sector de disc

Figura 1: Estructures de disc: A:pista, B:sector geomètric, C:sector de disc, D:cluster.

En l'emmagatzematge del disc d'ordinador, un sector és una subdivisió d'una pista en un disc magnètic o disc òptic. Per a la majoria de discs, cada sector emmagatzema una quantitat fixa de dades accessibles per l'usuari, tradicionalment 512 bytes per a les unitats de disc dur (HDD) i 2048 bytes per a CD-ROM i DVD-ROM. Els discs durs més nous utilitzen 4096 bytes (4 KiB), que es coneixen com a format avançat (AF).
El sector és la unitat d'emmagatzematge mínima d'un disc dur. La majoria dels esquemes de particions de disc estan dissenyats perquè els fitxers ocupin un nombre integral de sectors independentment de la mida real del fitxer. Els fitxers que no omplin un sector sencer tindran la resta del seu últim sector omplert amb zeros. A la pràctica, els sistemes operatius solen operar en blocs de dades, que poden abastar diversos sectors.
Geomètricament, la paraula sector significa una porció d'un disc entre un centre, dos radis i un arc corresponent (vegeu la figura 1, element B), que té la forma d'una llesca d'un pastís. Així, el sector del disc (figura 1, element C) fa referència a la intersecció d'una pista i un sector geomètric.
A les unitats de disc modernes, cada sector físic es compon de dues parts bàsiques, l'àrea de la capçalera del sector (normalment anomenada "ID") i l'àrea de dades. La capçalera del sector conté informació utilitzada per la unitat i el controlador; aquesta informació inclou bytes de sincronització, identificació d'adreces, senyalització d'errors i informació de detecció i correcció d'errors. La capçalera també pot incloure una adreça alternativa que s'utilitzarà si l'àrea de dades no és fiable. La identificació de l'adreça s'utilitza per assegurar-se que els mecànics de la unitat han col·locat el capçal de lectura/escriptura a la ubicació correcta. L'àrea de dades conté els bytes de sincronització, les dades d'usuari i un codi de correcció d'errors (ECC) que s'utilitza per comprovar i possiblement corregir els errors que s'hagin pogut introduir a les dades.

## Història
La primera unitat de disc, l'emmagatzematge de disc IBM 350 de 1957, tenia deu sectors de 100 caràcters per pista; cada caràcter tenia sis bits i incloïa un bit de paritat. El nombre de sectors per pista era idèntic a totes les superfícies de gravació. No hi havia cap camp identificador registrat (ID) associat a cada sector.
L'emmagatzematge en disc IBM 1301 de 1961 va introduir sectors de longitud variable, va denominar registres o registres físics per IBM i va afegir a cada registre un camp d'adreça de registre separat de les dades d'un registre. Totes les unitats de disc modernes tenen camps d'adreça de sector, anomenats camps d'identificació, separats de les dades d'un sector.
L'any 2000, l'organització comercial de la indústria, l'Associació Internacional de Materials i Equips d'Unitats de Disc (IDEMA) va començar a treballar per definir la implementació i els estàndards que regirien els formats de mida del sector superiors als 512 bytes per adaptar-se als futurs augments de les capacitats d'emmagatzematge de dades. A finals de 2007, en previsió d'un futur estàndard IDEMA, Samsung i Toshiba van començar els enviaments de discs durs d'1,8 polzades amb sectors de 4096 bytes. L'any 2010 IDEMA va completar l'estàndard de format avançat per a unitats de sector 4096, fixant la data per a la transició de sectors de 512 a 4096 bytes al gener de 2011 per a tots els fabricants, i les unitats de format avançat aviat es van fer prevalents.